# Franklin Salas
Franklin Agustín Salas Narváez (Los Bancos, 30 agosto 1981) è un ex calciatore ecuadoriano, di ruolo attaccante.

## Carriera

### Club
Cresciuto nelle giovanili dell'LDU Quito, debutta in prima squadra nel 1999, vincendo due campionati ecuadoriani (2003 e 2005), e con cui arriva alle semifinali della Copa Sudamericana 2004.
Nel luglio del 2007 viene ingaggiato dalla Stella Rossa, con cui scende in campo in appena 4 occasioni, quindi nel febbraio 2008 rescinde il contratto e ritorna all'LDU Quito.

### Nazionale
Con la nazionale ecuadoriana ha debuttato nel 2003, di cui fa parte in pianta stabile. Non ha fatto parte della spedizione ecuadoriana ai Mondiali di calcio Germania 2006 a causa di un infortunio.

## Palmarès

### Club

#### Competizioni nazionali
- Campionato ecuadoriano: 2

LDU Quito: 2003, Apertura 2005

#### Competizioni internazionali
- Coppa Libertadores: 1

LDU Quito: 2008
- Coppa Sudamericana: 1

LDU Quito: 2009